# A Paradanta
Die Comarca A Paradanta ist eine der zehn Comarcas in der Provinz Pontevedra.
Die im Südosten der Provinz gelegene Comarca umfasst 4 Gemeinden auf einer Fläche von 333,29 km².

## Gemeinden
| Gemeinde            | Einwohner (2024) | Fläche km² | Dichte Einw./km² | Cod INE | Postleitzahl |
| ------------------- | ---------------- | ---------- | ---------------- | ------- | ------------ |
| Arbo                | 2.636            | 42,93      | 61               | 36001   | 36430        |
| A Cañiza            | 5.046            | 105,02     | 48               | 36009   | 36880        |
| Covelo              | 2.422            | 127,88     | 19               | 36013   | 36872        |
| Crecente            | 1.938            | 57,46      | 34               | 36014   | 36420        |
| Comarca A Paradanta | 12.042           | 333,29     | 36               | –       | –            |

1. ↑  Instituto Nacional de Estadística Municipal Register of Spain